# Jeziorki Kosztowskie
Jeziorki Kosztowskie (prononciation : [jɛˈʑɔrki kɔʂˈtɔfskʲɛ], en allemand : Schönsee) est un  village polonais de la gmina de Wysoka dans le powiat de Piła de la voïvodie de Grande-Pologne dans le centre-ouest de la Pologne.
Il se situe à environ 5 kilomètres au nord-est de Wysoka (siège de la gmina), 30 kilomètres à l'est de Piła (siège du powiat), et à 89 kilomètres au nord de Poznań (capitale de la Grande-Pologne).

## Histoire
De 1975 à 1998, le village faisait partie du territoire de la voïvodie de Piła.

Depuis 1999, Jeziorki Kosztowskie est situé dans la voïvodie de Grande-Pologne.
Le village possède une population d'environ 430 habitants en 2006.